# Kong Bur
Kong Bur is een bestuurslaag in het regentschap Gayo Lues van de provincie Atjeh, Indonesië. Kong Bur telt 267 inwoners (volkstelling 2010).